# Teodoro d’Errico
Teodoro d’Errico (eigentlich: Dirck Hendricksz; 1542/44 in Amsterdam – 1618 ebenda) war ein niederländischer Maler des Manierismus, der den größten Teil seines Lebens in Neapel und Umgebung wirkte, wo er vor allem religiöse Gemälde schuf.

## Leben
Über die Ausbildung von Teodoro d’Errico ist bisher nichts bekannt. Bei der Testamentseröffnung seines Vaters Henrick Centen am 13. Januar 1568, war er bereits „im Ausland“ und spätestens 1573 – wahrscheinlich aber schon Jahre früher – lebte er nachweislich in Neapel, wo er eine Madonna mit Heiligen für San Severo alla Sanità malte. Laut De Dominici soll er ein Schüler von Girolamo Imparato gewesen sein.
Es ist wahrscheinlich und wurde verschiedentlich vermutet, dass Teodoro zuvor in Rom war: Nicole Dacos (1995) fand an einer Wand der Domus Aurea des Nero eine Signatur „Theo Amsteridamus“ und brachte sie mit ihm in Verbindung. Außerdem zeigen einige seiner Gemälde stilistische Affinitäten zu Werken von Frans Floris und Pieter Pourbus. Leone De Castris (1988) sah seine Mischung von gekonntem Disegno, ausgeprägter Plastizität und physischer Präsens der Figuren und einer zugleich zarten und ausdrucksvollen „maniera“ in einem Zusammenhang mit dem künstlerischen Klima im Palazzo Farnese von Caprarola.
In den Künstlerkreisen von Neapel war Teodoro in den 1570er Jahren bereits voll integriert, erhielt wichtige Aufträge vor allem von Klöstern und Kirchen in und um Neapel und hatte eine Werkstatt, mit der er größere Aufträge bewältigen konnte. Am 14. Januar 1574 war er Trauzeuge bei der Hochzeit seines flämischen Künstlerkollegen Cornelis Smet mit Margherita de Medina. Zu einem nicht bekannten Zeitpunkt heiratete Teodoro deren Schwester Maddalena de Medina, mit der er 3 Kinder hatte: Andrea, Anna und Giovan Luca. Der letztere wurde auch Maler und arbeitete ab den 1590er Jahren mit seinem Vater zusammen.
Teodoro d’Errico entwickelte sich zu einem gefragten Künstler in Neapel und Umgebung. Unter anderem schuf er 1578 für die Benediktinerinnen von San Gaudioso (ein Kloster, das 1799 zerstört wurde) eine Rosenkranzmadonna mit Heiligen, die man früher für verloren hielt (Vargas), die aber 1991 von Leone de Castris als diejenige im Museum von Capodimonte identifiziert wurde (Abb. oben). Er hatte auch „privilegierte“ Beziehungen zur Region Kalabrien, unter anderem malte er im Auftrag von Giovan Pietro de Lanata, dem Prokurator der Universität von Reggio Calabria, eine Verkündigung und eine Madonna für die Türen einer Orgel (bisher nicht identifiziert).

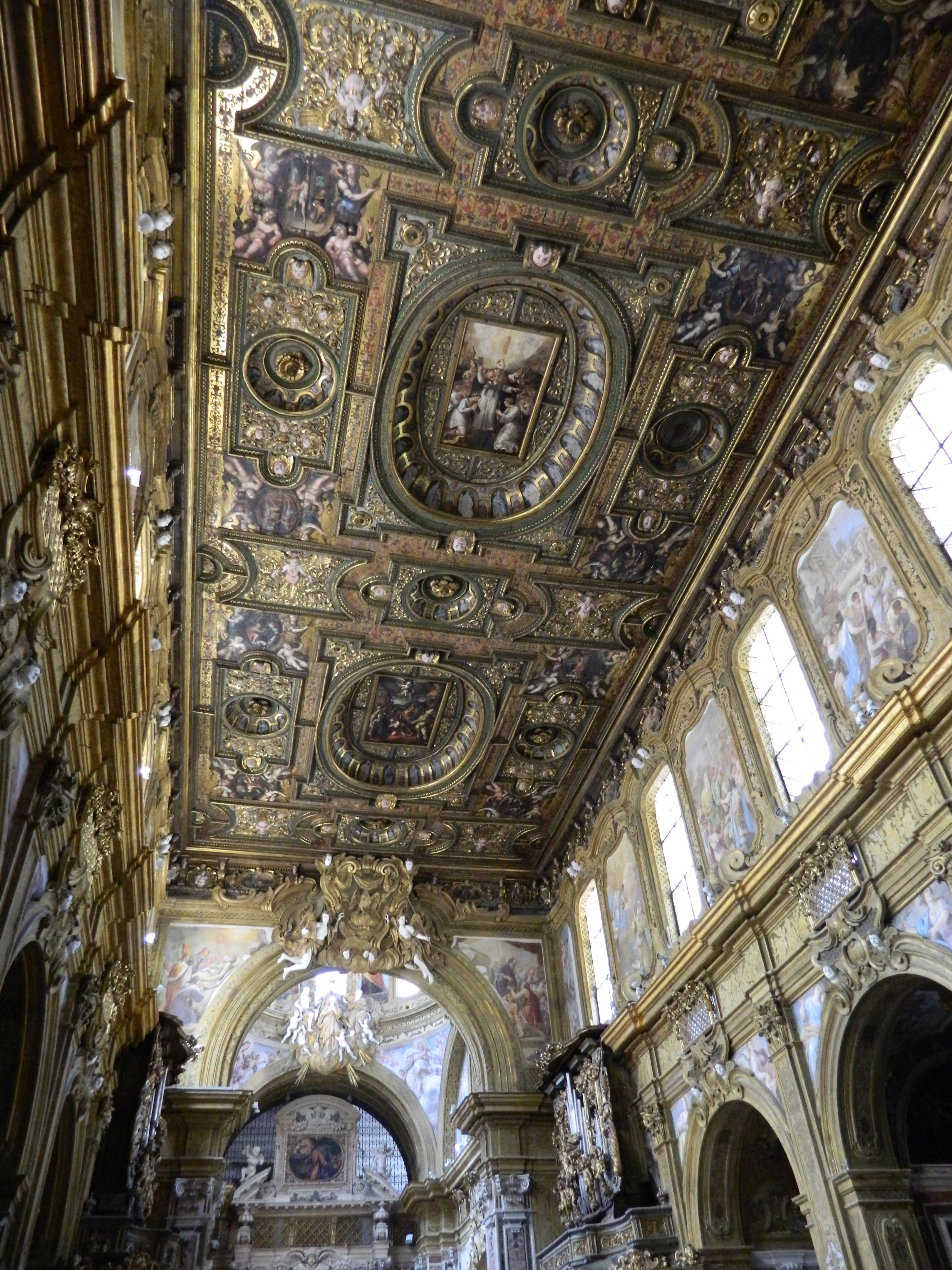
Kassettendecke von San Gregorio Armeno, Neapel

Eines der Hauptwerke von Teodoro d’Errico ist die fantasievolle Kassettendecke von San Gregorio Armeno, die 1580 bis 1582 unter der Äbtissin Beatrice Carafa entstand. Nach den Entwürfen von d’Errico wirkte auch der oben erwähnte Cornelis Smet sowie verschiedene andere Maler mit, die von der Kritik nicht einhellig identifiziert sind. Seine eigenhändigen Malereien an der Decke von San Gregorio Armeno und andere Werke aus den frühen 1580er Jahren zeigen eine immer deutlicher werdende stilistische Entwicklung im Sinne Federico Baroccis.
Ähnliches gilt für die drei großen zentralen Bilder Begegnung des Hl. Benedikt mit Atchis, die Enthauptung des Täufers und die Madonna in Glorie an der Kassettendecke der neapolitanischen Klosterkirche Santa Maria Donnaromita, die zwischen 1587 und 1590 für die Äbtissin Isabella Capece entstanden. Auch hierbei arbeitete Teodoro wieder mit diversen anderen Künstlern zusammen, unter anderem mit Giovanni Andrea Magliulo; Girolamo Imparato schuf die acht seitlichen Bilder und ein nicht weiter bekannter Giovanni Gralovo die kleinen Bilder mit Heiligen Märtyrerinnen. Die Schnitzereien schufen Nunzio Ferraro und Giovan Battista Vigliante; unter den Vergoldern war ein „mastro Marino“ (wahrscheinlich Marino Bonocore).
1582 hatte Teodoro mit seiner Kunst bereits genug Geld verdient, um sich ein Haus auf einem Landgut außerhalb der Porta Reale bauen zu lassen. Am 21. Juni 1592 war er Trauzeuge bei der zweiten Hochzeit seiner Schwägerin Margherita de Medina, der Witwe von Cornelis Smet, mit Rinaldo (oder Aert) Mytens; dabei erklärte Teodoro, dass er 48 Jahre alt sei und bei der Porta Santo Spirito wohne. Sein ältester Sohn Andrea ging im November 1592 als Mönch ins Kloster Monteoliveto (heute: Sant'Anna dei Lombardi) und verzichtete auf sein Erbe zugunsten seiner Schwester Anna.
In den folgenden Jahren wurde Teodoro zweimal zum Konsul (console) der neapolitanischen Maler ernannt: am 22. Juni 1593 (zusammen mit Girolamo Imparato und anderen) und am 6. November 1594.
Am 16. April 1596 machte er sein Testament und wünschte im Kloster Monteoliveto begraben zu werden, wo sein Sohn Andrea als Mönch lebte. Zehn Tage später stattete er seinen jüngeren Sohn Giovan Luca mit Vollmachten und Geld für eine Reise nach Amsterdam aus, wo dieser noch im Oktober desselben Jahres zusammen mit seinem Onkel Jacob ein Haus in der Bethanienkerkstraat verkaufte (genannt „De Romische Tiber“).
Die letzten zehn Jahre seines Wirkens in Neapel bis zum Jahr 1610 sind nur schlecht dokumentiert, Zuschreibungen von Gemälden zu seinem Werk problematisch. Wahrscheinlich wirkte er auch 1599 und 1603–04 am Marienzyklus der Decke von Santa Maria la Nova mit. Sein letztes dokumentiertes Werk ist die Madonna mit Kind, der Hl. Catharina von Alexandrien und einem hl. Bischof in der Chiesa dell'Annunziata von Arienzo, die er 1608 im Auftrag eines Orazio Villacio schuf.
1609 starb Teodoros Sohn und Mitarbeiter Giovan Luca, und Teodoro übernahm am 9. Dezember die Vollmacht für seine hinterbliebene Schwiegertochter Silvia Camardella und die Vormundschaft über ihre Kinder.
Nachdem er bereits 1606 zu einem kurzen Aufenthalt nach Amsterdam gereist war, kehrte er im Mai 1610 oder kurz danach seinem Leben und Schaffen im katholischen Süditalien den Rücken und ging definitiv nach Holland zurück. In Neapel hatte er zuvor Cornelis Vinx zu seinem Bevollmächtigten in finanziellen Angelegenheiten gemacht.
In Amsterdam heiratete der fast 70-Jährige am 16. April 1611 die einunddreißigjährige Suzanne Coenraet van Deuren aus Delft und gab dabei an, von seiner ersten Frau Maddalena di Medina verwitwet zu sein. Mit seiner zweiten Frau hatte er zwischen 1612 und 1618 fünf Kinder; der Taufpate des ältesten Sohnes Henrik war der Maler Abraham Vinx. Über seine letzten Lebensjahre ist nichts Genaueres bekannt, auf dem Kunstmarkt von Amsterdam konnte er sich offenbar nicht einbringen. Nicole Dacos versuchte 1990 ihn mit dem Schöpfer von Zeichnungen, dem sogenannten „Meister der Egmont Alben“ zu identifizieren.
Teodoro d’Errico / Dirck Hendricksz starb 1618 in Amsterdam und wurde am 20. November in der Nieuwezijds Kapel bestattet.

## Werke

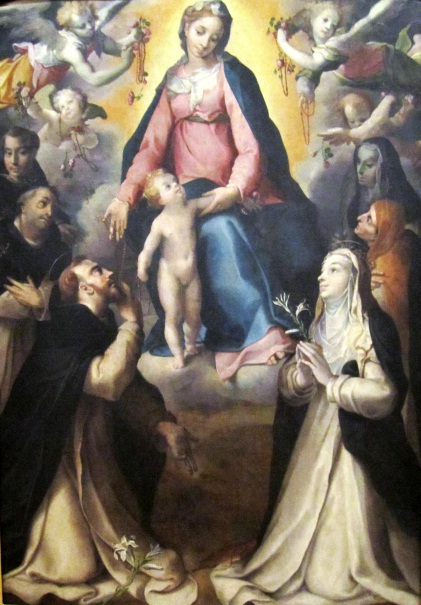
Rosenkranzmadonna, Nationalmuseum Warschau

Die folgende Liste basiert auf dem Lexikonartikel von Susanna Falabella.
- Kreuzigung, in der Basilica di Santa Maria di Pugliano in Resina (Cappella Oliviero), ca. 1569
- Verkündigung mit der Stifterin Berardina Transo, in Santa Maria della Sapienza, Neapel, um 1570
- Jesus im Garten von Gethsemane, Privatsammlung
- Hl. Magdalena in Ekstase, Museo Correale di Terranova, Sorrento
- Hl. Magdalena, weinend am leeren Grab Christi (ehem. Auktion bei Finarte)
- Rosenkranzmadonna mit Heiligen, Museo di Capodimonte, Neapel (urspr. für das Benediktinerinnenkloster San Gaudioso, das heute nicht mehr existiert), 1578
- Circumcision, in der Annunziata di Paola, datiert 1580
- Himmelfahrt Mariä mit Aposteln und Engeln, Parrocchiale (Gemeindekirche) von Montorio nei Frentani, 1580
- Letztes Abendmahl, ehemals in Sant'Eligio ai Vergini, aktuell im Depot des Museo di Capodimonte, Neapel
- Heilige Familie mit dem kleinen Johannes d. Täufer und zwei hl. Kartäusern, Museo di Capodimonte, Depot
- Gemälde (Leben des Täufers, Leben des Hl. Gregorio Armeno, Leben des Hl. Benedikt, Marienkrönung) und Dekoration der Kassettendecke von San Gregorio Armeno, Neapel, 1580–1582
- Circumcision, (früher: Chiesa di San Domenico, Bagnoli Irpino), Museo di S. Francesco a Folloni, Montella
- Rosenkranzmadonna, Nationalmuseum Warschau (früher Federico Barocci zugeschrieben)
- Madonna und Heilige, Chiesa di San Michele a Celico, 1582
- Geburt des Täufers, Annunziata von Airola, 1583
- Rosenkranzmadonna, Basilica dell'Assunta, Santa Maria a Vico, 1585
- Begegnung des Hl. Benedikt mit Atchis, Enthauptung des Täufers und Madonna in Glorie, Gemälde für die Kassettendecke von Santa Maria Donnaromita, Neapel, 1587–1590
- Madonna del Carmine, Hauptaltar der Chiesa conventuale del Carmine, Noja, ca. 1601
- Mitarbeit an der Kassettendecke von Santa Maria la Nova (?), 1599 und 1603–04
- Madonna del Carmine, Cappella di Giulio Bianco, Santa Maria la Nova, Neapel, 1604 (zusammen mit dem Sohn Giovan Luca)
- Martyrium der Hl. Catharina (einst in der Casa della Ss. Annunziata), Museo civico di Castel Nuovo, Neapel, ca. 1605
- Heilige Familie, Nationalgalerie Prag, nach 1600
- Verkündigung, San Nicola, Aversa, nach 1600
- Hl. Franziskus, Santuario di Paola,
- Verkündigung, Chiesa di San Giuseppe, Vibo Valentia
- Visitation, im Museum von San Lorenzo Maggiore, Neapel (urspr. wahrscheinlich in der Congrega di San Marco ai Lanzieri), um 1608
- Madonna mit Kind, der hl. Catharina von Alexandrien und einem hl. Bischof, Chiesa dell'Annunziata, Arienzo, datiert 1608

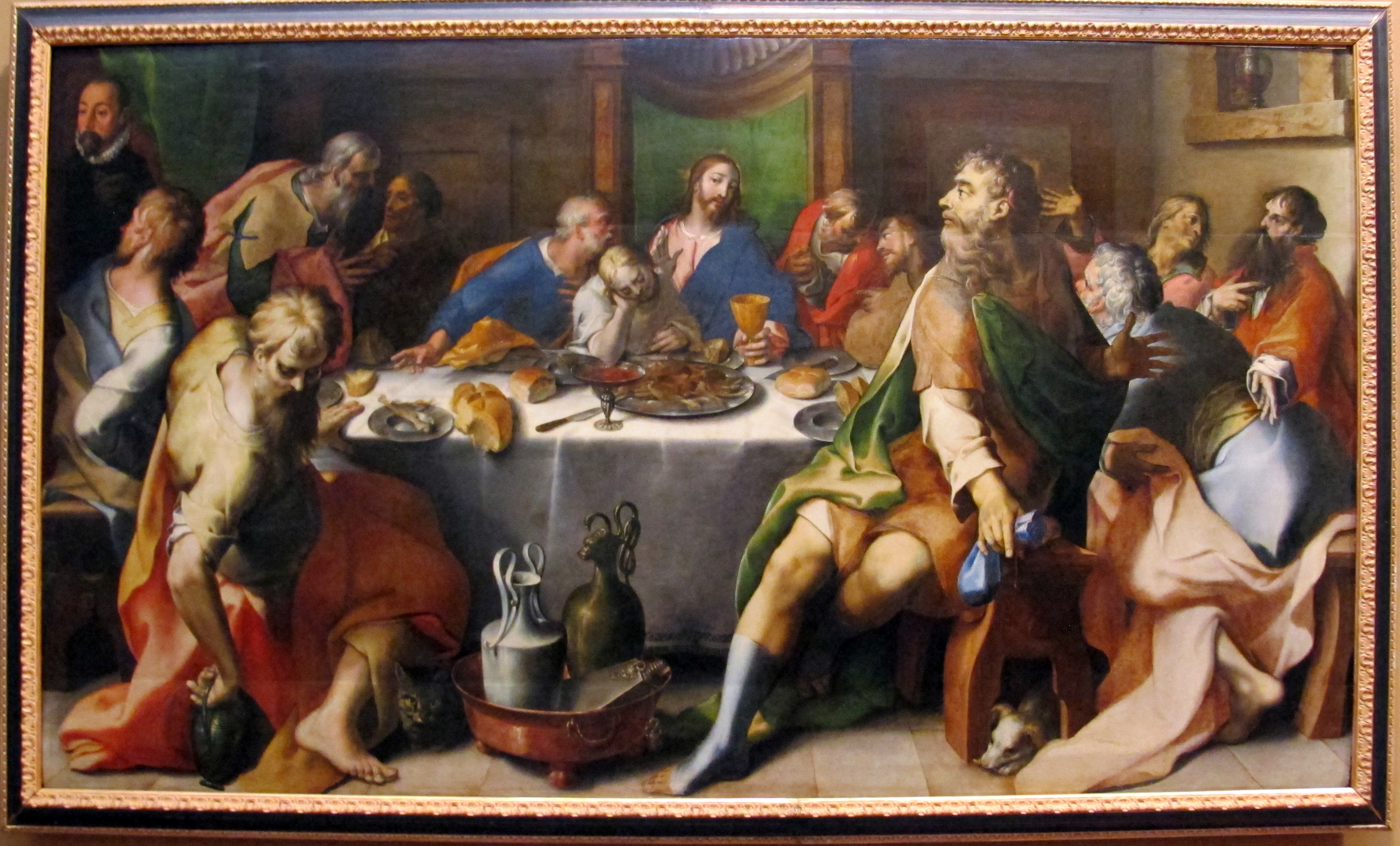
Letztes Abendmahl, Museo di Capodimonte, Neapel